# Velké Heraltice
Velké Heraltice település Csehországban, a Opavai járásban. Velké Heraltice Sosnová, Brumovice, Holasovice, Stěbořice, Jezdkovice, Hlavnice, Bratříkovice, Svobodné Heřmanice és Horní Životice településekkel határos. Lakosainak száma 1611 fő (2024. január 1.).

## Népesség
A település lakosságának változását az alábbi diagram mutatja:
| Lakosok száma | 2494 | 2583 | 2345 | 1511 | 1717 | 1611 | 1609 | 1628 | 1592 | 1611 |
|               | 1869 | 1890 | 1921 | 1950 | 1980 | 2001 | 2017 | 2019 | 2022 | 2024 |